# Sumber Makmur (Sungai Rumbai)
Sumber Makmur is een bestuurslaag in het regentschap Muko-Muko van de provincie Bengkulu, Indonesië. Sumber Makmur telt 1030 inwoners (volkstelling 2010).